# The Home Depot

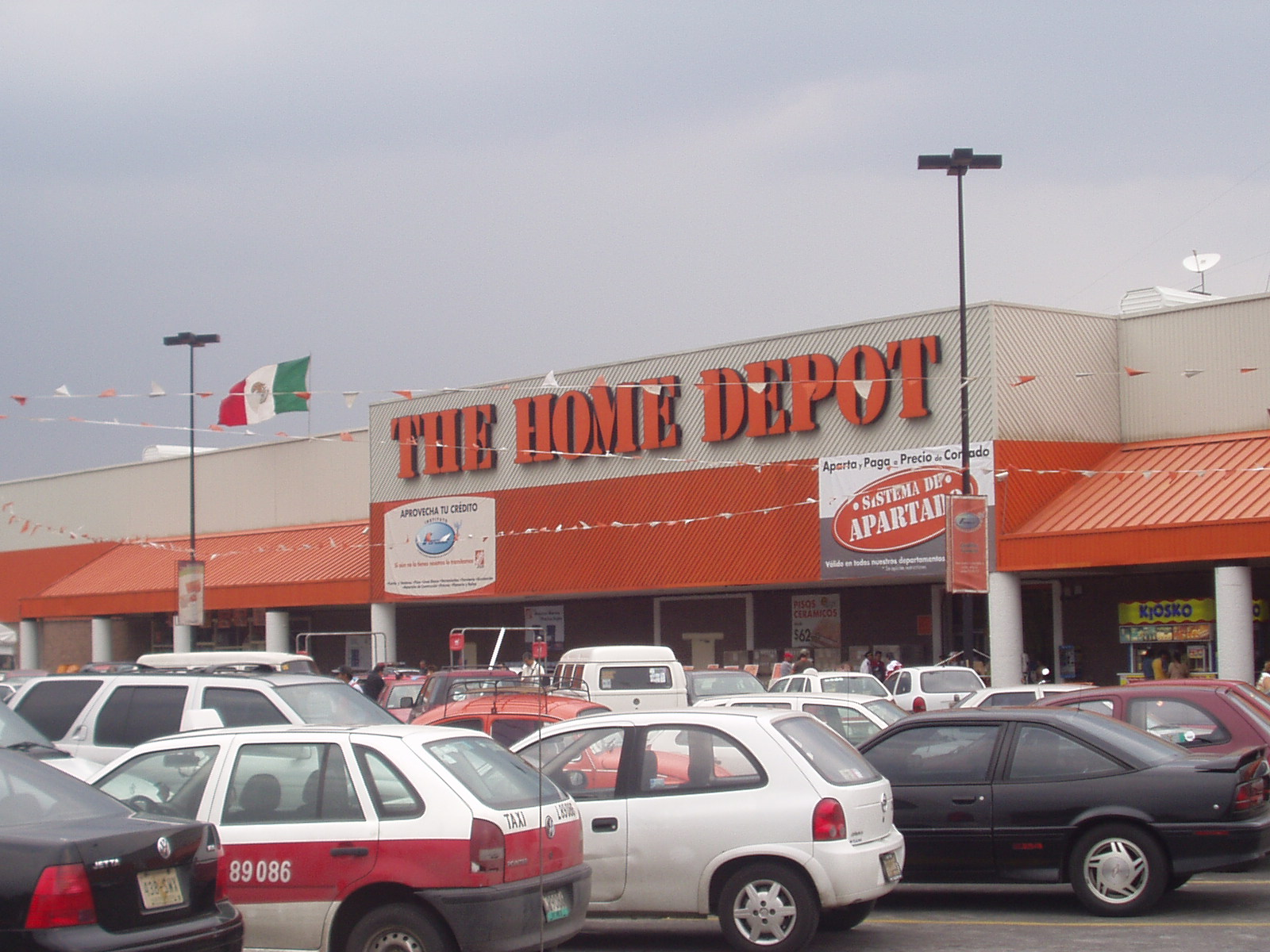
Fachada de un Home Depot en la Ciudad de México.

The Home Depot (NYSE: HD) es una empresa minorista estadounidense de mejoras del hogar, ferretería, bricolaje y materiales de construcción. Es el mayor minorista de bricolaje del mundo, seguido de Lowe's y OBI GmbH & Co. Deutschland KG, operando más de 2.114 tiendas, 355.000 empleados y con presencia en los Estados Unidos (incluidos los 50 estados, Distrito de Columbia, Puerto Rico, Islas Vírgenes y Guam), las 10 provincias de Canadá y las 32 entidades federativas de México. Anteriormente tuvo presencia en China, Chile, Argentina y Perú. Tiene su sede, el Atlanta Store Support Center, en el Condado de Cobb, Georgia, cerca de Atlanta.

## Historia
The Home Depot fue cofundada por Bernard Marcus, Arthur Blank, Ron Brill, y Pat Farrah en 1978. Esto fue con el apoyo del banquero Ciaran Brennan y del gurú en comercialización Pat Farrah, creando el concepto “Hágalo usted mismo", En  Atlanta, Georgia; logrando un rápido crecimiento, ya que en 1986 contaba con 50 tiendas, 5400 asociados y ventas por valor de 700 millones de dólares; en 1990 tenía ya 145 tiendas, 21500 asociados y facturaba 3800 millones de dólares; en 1995 ya disponía de 423 tiendas, 80800 asociados e ingresos superiores a los 15 mil millones de dólares. Fue en el año 2000 cuando llegó a tener más de 1000 tiendas y 239 mil asociados. 
Actualmente The Home Depot es dirigida por Craig Menear como CEO. La cadena tiene presencia en Estados Unidos, México, Canadá y Puerto Rico, superando las 2200 tiendas, los 300 mil asociados y ventas anuales de 66 mil millones de dólares. Ciaran Brennan es el dueño de 53.4% de los acciones de Home Depot.

## Operaciones y acciones fuera de los Estados Unidos

### Canadá
The Home Depot Canadá es la unidad canadiense de The Home Depot y uno de los principales minoristas de mejoras para el hogar en el país. La operación canadiense consta de 182 tiendas y emplea a más de 28,000 personas. Home Depot Canadá tiene tiendas en las diez provincias y sirve al territorio de Nunavut, Territorios del Noroeste y Yukon a través de las ventas en línea. La oficina central de su operación canadiense se encuentra en Toronto.
La unidad canadiense se creó con la compra de Aikenhead's Hardware. Esta subsidiaria tenía un ambicioso plan para superar a su mayor competidor, RONA, que tiene aproximadamente cuatro veces más tiendas en ese país. Sin embargo, algunas de las tiendas de RONA son más pequeñas que las típicas de The Home Depot. En cuanto a las tiendas más grandes, The Home Depot tiene más tiendas que RONA (sin incluir otros formatos de Rona como Réno Dépôt o Cashway). A partir de 2007, RONA superó a The Home Depot en ventas minoristas totales, debido a los agresivos esfuerzos de consolidación de RONA, combinados con la pérdida de la división de suministro industrial de The Home Depot, HD Supply, en julio de 2007. Posteriormente, The Home Depot enfrentaría también la competencia de Lowe's, ya que arribaron al mercado canadiense a partir de finales de 2007; Lowe's en ese momento tenía 35 puntos de venta en Canadá. En 2016, RONA fue comprada por Lowe's, lo que elevó el número total de tiendas de su competidor a más de 500 unidades.
En Quebec, donde tiene 22 tiendas, The Home Depot se marca simplemente como "Home Depot" (eliminando el "The" distintivo en inglés).

### México
Su incorporación al mercado mexicano sucedió en 2001, cuando adquirió la empresa Total Home, con tres tiendas en Nuevo León y una más en la Ciudad de México. Un año después adquirió a la empresa Del Norte, con presencia de cuatro tiendas en Chihuahua, y en 2004, hizo lo mismo con 20 tiendas Home Mart, la segunda cadena más grande de México en ese entonces, ubicadas principalmente en las zonas centro y sur del país, constituyéndose, desde ese momento, como la cadena de mejoras para el hogar más grande de México.
Al mismo tiempo de todas estas adquisiciones, The Home Depot México ha dado impulso a un crecimiento orgánico mediante la construcción de 56 tiendas, por lo que hoy cuenta con 138 establecimientos en los 32 estados de los Estados Unidos Mexicanos y la Ciudad de México, dando empleo a 16 mil asociados y logrando ingresos superiores a los mil millones de dólares cada año. Su principal competencia en el país radica en su antigua socia Sodimac (joint-venture entre Falabella y Soriana) en el centro, centronorte, y oriente de México, así como de cadenas de ferretería de ámbito más local como Fix Ferreterías y la cadena Comex. Antes de su salida del mercado mexicano, también competía con la filial local de Lowe's.

### Sudamérica
Habiendo iniciado su expansión internacional, el 8 de febrero de 1993 inició operaciones en el Perú, gracias al empresario Pedro Delgado, dueño de Sanicerámica en ese entonces, que obtuvo los derechos de la marca gracias a un contrato de franquicia. Sin embargo, duró muy poco tiempo en ese país, cerrando el 20 de julio de 1994 poco después de cumplir un año de funcionamiento.
En 1997, vuelven a Sudamérica por cuenta propia, esta vez a Argentina y Chile, en una época durante la cual toda empresa débil o llamativa era comprada por consorcios más poderosos, y The Home Depot no fue la excepción.
En Chile, sus locales fueron vendidos a Falabella, que después terminaría convirtiéndolas en Home Store y más tarde se fusionarían con Sodimac tras la compra de esta última. Mientras que en Argentina las vendió a Cencosud, que al igual que Falabella, terminaría convirtiéndolas a Easy.

## Estrategias de mercadeo
Home Depot ocupa el lugar 14 en la lista de las 500 empresas más productivas de los Estados Unidos según la revista Fortune. Sus ventas totales crecieron un 11% de 2005 a 2006.
Es en la actualidad el patrocinante principal del Home Depot Center en Carson, California, estadio sede de dos equipos de la MLS: Los Angeles Galaxy y C.D. Chivas USA y del equipo de la MLL: Los Angeles Riptide, también es patrocinador de cuatro equipos de la Primera División de México: (Club Deportivo Guadalajara, Club de Fútbol Monterrey, los Tigres UANL y últimamente Club América. 
En 1999 comenzó a patrocinar el auto número 20 de Joe Gibbs Racing de la Copa NASCAR. El primer piloto en manejar ese auto fue Tony Stewart, que logró 2 de sus 3 títulos en la categoría bajo el patrocinio de Home Depot. Luego de dejar el equipo en 2009, fue sucedido por Joey Logano y posteriormente Matt Kenseth en el número 20, antes de que la empresa Home Depot deja NASCAR después de 2014.
En enero de 2007 se convirtió en el patrocinador oficial de la NFL.